# جورج فيرغسون (لاعب هوكي جليد)
جورج فيرغسون هو لاعب هوكي جليد كندي، ولد في 22 أغسطس 1952 في ترنتون ‏ في كندا.

## وصلات خارجية
- جورج فيرغسون على موقع دوري الهوكي الوطني (الإنجليزية)
- جورج فيرغسون على موقع EliteProspects.com (الإنجليزية)
- جورج فيرغسون على موقع HockeyDB.com (الإنجليزية)
- جورج فيرغسون على موقع Hockey-Reference.com (الإنجليزية)